# Arquitectura en la Escocia moderna temprana

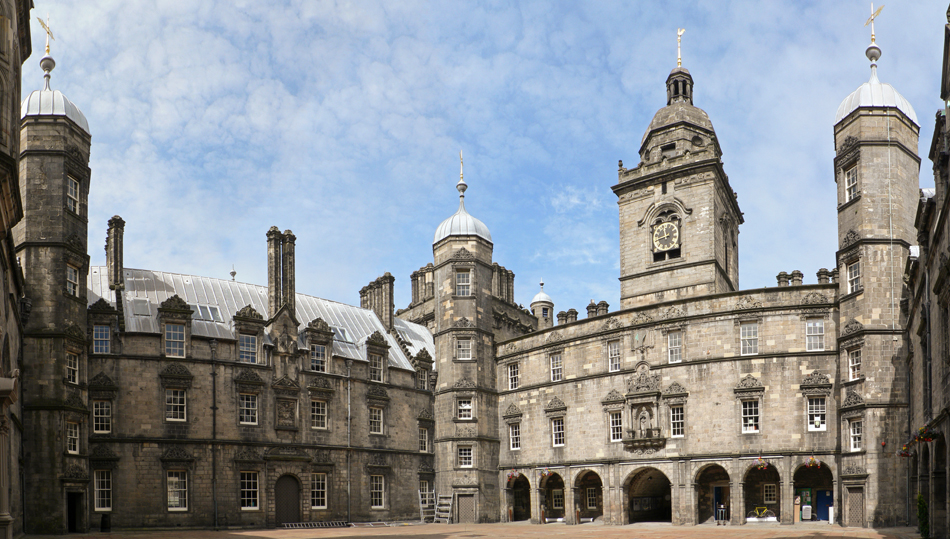
El cuadrángulo del del Hospital de Heriot, Edimburgo, mostrando muchas de las características claves del estilo Baronial escocés.

La arquitectura en la Escocia moderna temprana abarca todos los edificios dentro de las fronteras del reino de Escocia, desde principios del siglo XVI hasta mediados del siglo XVIII. El período de tiempo corresponde aproximadamente a los comienzos de la era moderna en Europa, comenzando con el Renacimiento y la  Reforma y terminando con el comienzo de la Ilustración y la Industrialización.
La arquitectura vernácula utilizaba materiales locales como la piedra, el césped y, cuando era posible, la madera. La mayoría de la población se alojaba en pequeñas aldeas y viviendas aisladas. La forma más común de vivienda en toda Escocia era la casa comunal, compartida por humanos y animales. Alrededor del 10% de la población vivía en los burgos, en una mezcla de casas de madera y piedra.
El impacto del Renacimiento en la arquitectura escocesa comenzó en el reinado de Jacobo III de Escocia a finales del siglo XV con la reconstrucción de palacios reales como el de Linlithgow, y alcanzó su punto culminante bajo Jacobo V de Escocia. Reforma protestante tuvo un gran impacto en la arquitectura eclesiástica desde mediados del siglo XVI en adelante, dando lugar a edificios de iglesia sencillos, desprovistos de ornamentación. A partir de la década de 1560 se construyeron grandes casas privadas en un estilo distintivo que se conoció como Baronial escocés. Esas casas combinaban características renacentistas con las de los castillos y casas-torre escoceses, lo que dio lugar a residencias más grandes y confortables.
Después de la restauración inglesa en 1660, hubo una moda de grandes casas privadas en diseños influenciados por el palladianismo y asociados con los arquitectos William Bruce (1630-1710) y James Smith (c. 1645-1731). Después del Acta de Unión (1707), la amenaza de los levantamientos jacobitas condujo a la construcción de defensas militares como la del Fuerte George cerca de Inverness. Escocia produjo algunos de los arquitectos más importantes del siglo XVIII, entre ellos Colen Campbell, James Gibbs y William Adam, que tuvieron una gran influencia en la arquitectura georgiana de toda Gran Bretaña. La influencia de Gibbs dio lugar a iglesias que empleaban elementos clásicos, con una planta rectangular con frontón y a menudo con un campanario.

## Arquitectura vernacular

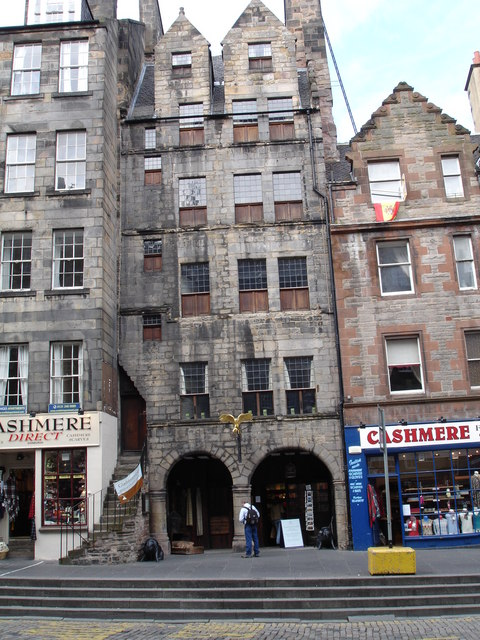
El edificio de seis pisos Gladstone's Land, de Edimburgo, demostrando la tendencia a acumularse en los crecientes burgos.

La arquitectura popular o vernácula de Escocia, como la de otros lugares, utilizaba materiales y métodos locales. Las casas de los pobres solían ser de construcción muy sencilla y las construían grupos de familiares y amigos. La piedra abunda en toda Escocia y era un material de construcción común, empleado tanto en la construcción con mortero como con piedra seca. Como en la arquitectura vernácula inglesa, donde se disponía de madera, se solían utilizar entramados de madera —pares de maderas curvas— para sostener el techo. A falta de madera estructural de gran envergadura, los entramados a veces se levantaban y se apoyaban en las paredes. Las paredes a menudo se construían de piedra, y podían tener huecos rellenos de césped, o enlucidos con arcilla. En algunas regiones se empleaban paredes rellenas de césped, a veces sobre una base de piedra. Las paredes rellenas de césped no eran duraderas, y tenían que ser reconstruidas tal vez cada dos o tres años. En algunas regiones, incluyendo el suroeste y los alrededores de Dundee, se utilizaron muros de arcilla sólida, o combinaciones de arcilla, césped y paja, enlucidos con arcilla o cal para hacerlos resistentes a la intemperie. En diferentes regiones se utilizaron césped, o paja de escoba, brezo, paja o cañas para el techo.
La mayor parte de la población moderna temprana, tanto en las Tierras Bajas como en las Altas, se alojaba en pequeñas aldeas y viviendas aisladas. A medida que la población crecía, algunos de estos asentamientos se subdividían para crear nuevas aldeas y se asentaban más tierras marginales, con chozas —grupos de cabañas ocupadas mientras se utilizaban los pastos de verano para el pastoreo—, que se convertían en asentamientos permanentes. La distribución estándar de una casa en toda Escocia antes de la mejora agrícola era una casa de vivienda secundaria o casa larga, en la que los humanos y el ganado compartían un techo común, a menudo separado por solamente un muro divisorio. Los contemporáneos observaron que las casas de campo de las Tierras Altas y las Islas solían ser más toscas, con habitaciones individuales, ventanas de rendija y suelos de tierra, a menudo compartidas por una familia numerosa. En contraste, muchas casas de campo de las Tierras Bajas tenían habitaciones y cámaras distintas, estaban revestidas de yeso o pintura e incluso tenían ventanas acristaladas.

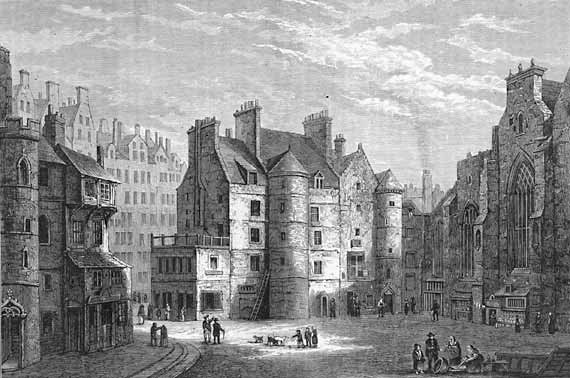
Grabado de una pintura del, representando al «Antiguo Tolbooth», de Edimburgo.

Tal vez el 10% de la población vivía en uno de los muchos burgos que habían crecido en el período medieval tardío, principalmente en el este y el sur del país. Una característica de los burgos escoceses era una larga calle principal de edificios altos, con callejones y pasadizos entre ellas, muchos de los cuales sobreviven hoy en día. En las ciudades, las tradicionales casas de madera con techo de paja se intercalaban con las casas de piedra y pizarra más grandes de los comerciantes y la nobleza urbana. La mayoría de las casas de madera con tejado de paja no han sobrevivido, pero las casas de piedra de la época se pueden ver en Edimburgo en Lady Stair's House, Acheson House y la Gladstone's Land de seis pisos, un ejemplo temprano de la tendencia a construir en las ciudades cada vez más pobladas, realizando viviendas divididas horizontalmente. Muchos burgos adquirieron una «casa de pueblo o edificio central» (tolbooth) en este período, que actuaron como ayuntamientos, tribunales y prisiones. A menudo tenían campanarios o torres de reloj y el aspecto de una fortaleza. El «Antiguo Tolbooth», de Edimburgo fue reconstruido por orden de María I de Escocia desde 1561 y albergó el parlamento hasta el final de la década de 1630. Otros ejemplos pueden verse en Tain, Culross y Stonehaven, a menudo mostrando influencias de los Países Bajos en sus aguilones y campanarios con escalones de ladrillo.

## Renacimiento

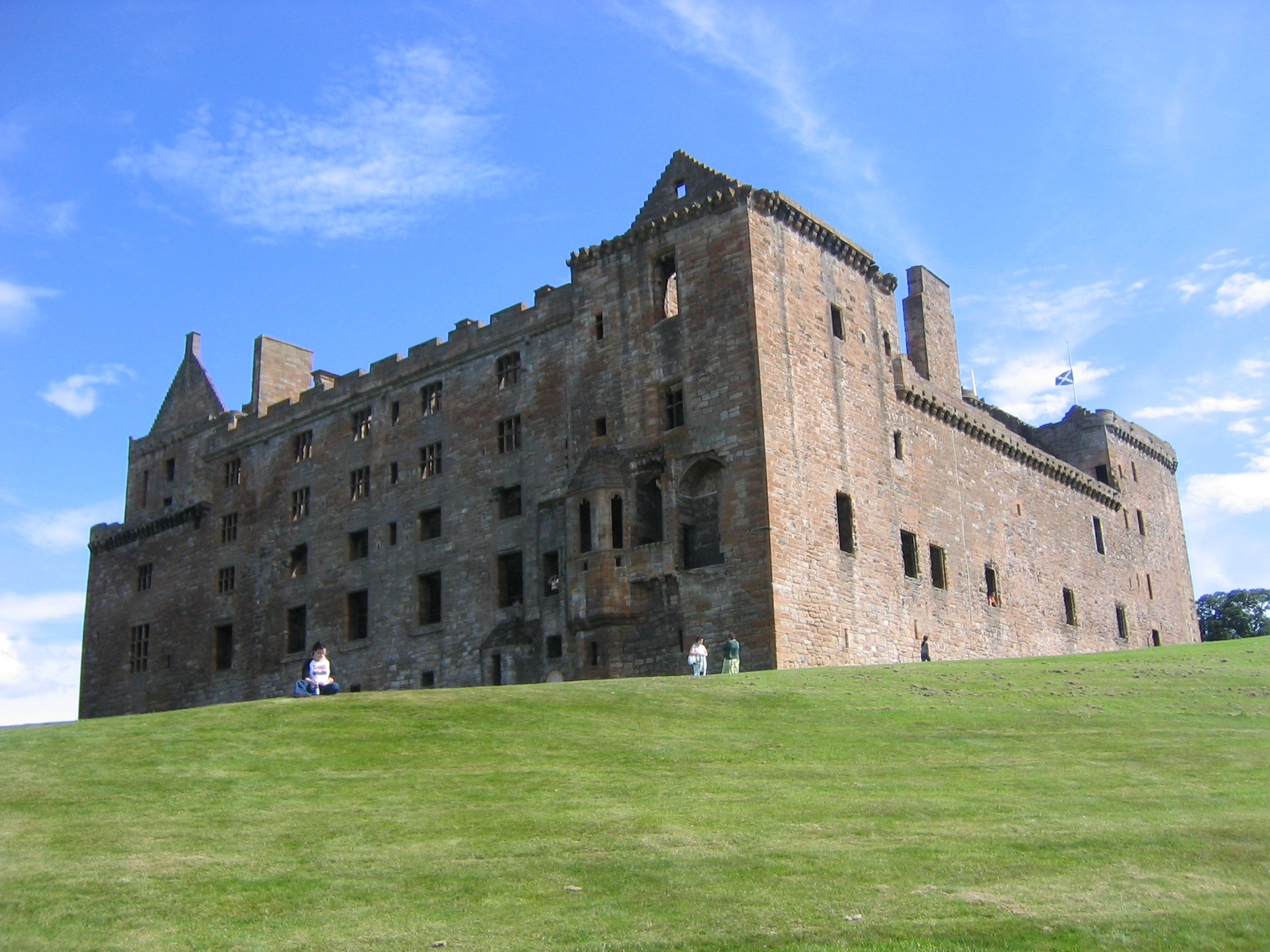
El palacio de Linlithgow, el primer edificio que lleva el nombre de «palacio» en Escocia, ampliamente reconstruido según los principios renacentistas del.

La extensa construcción y reconstrucción de los palacios reales probablemente comenzó con Jacobo III de Escocia (r. 1460-1488), se aceleró con Jacobo IV (r. 1488-1513) y alcanzó su máximo con Jacobo V (r. 1513-42). La influencia de la arquitectura renacentista se reflejó en estos edificios. Linlithgow fue construido por primera vez bajo el mandato de Jacobo I (r. 1406-27), bajo la dirección del maestro de Obras de la Corona en Escocia John de Waltoun, y fue designado como palacio a partir de 1429, aparentemente el primer uso del término en el país. Fue ampliado bajo Jacobo III y se asemejaba a un palacio señorial italiano cuadrangular con torres en las esquinas o al palacio ad moden castri «(un palacio de estilo castillo»), combinando la simetría clásica con imágenes neochescas. Hay pruebas de que los albañiles italianos fueron empleados por Jacobo IV durante el reinado de Linlithgow, y que otros palacios fueron reconstruidos en proporciones italianas.

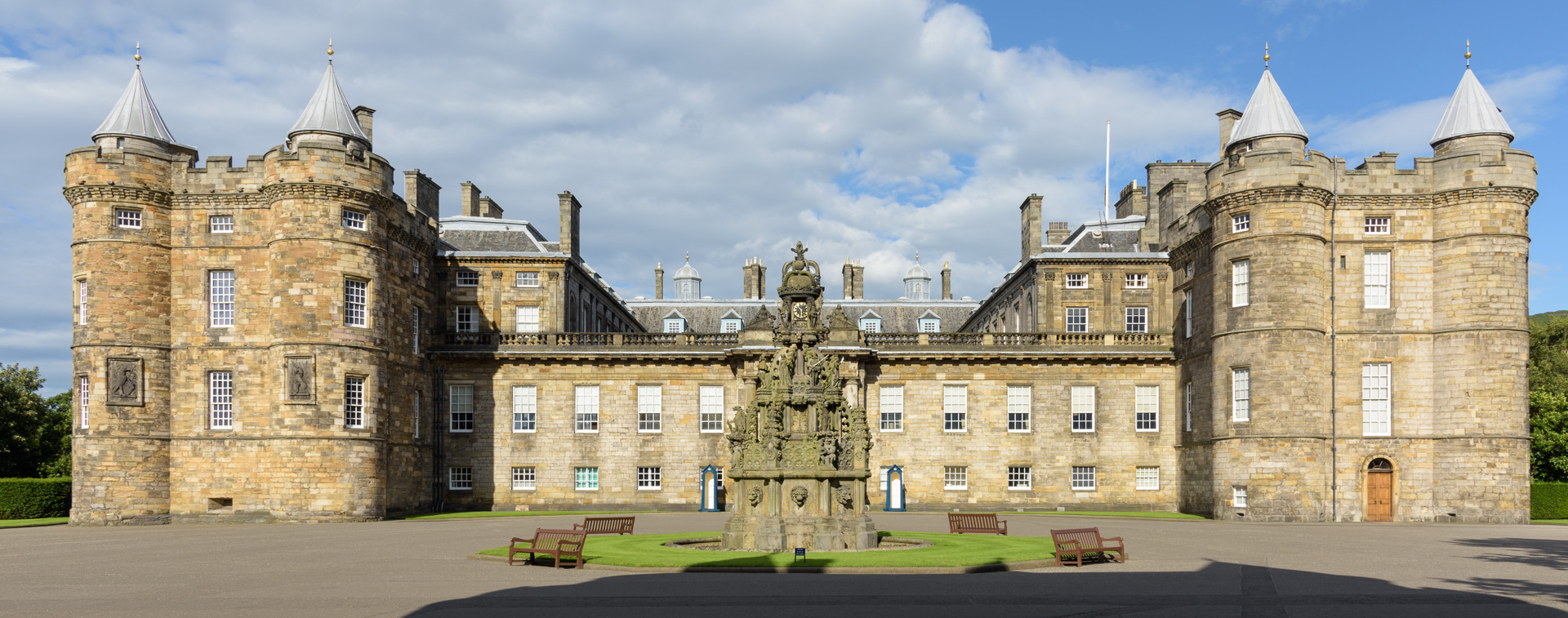
Vista frontal del Palacio de Holyrood.

En 1536, Jacobo V visitó Francia para su boda con Magdalena de Valois y entró en contacto con la arquitectura del Renacimiento francés. Su segundo matrimonio con María de Guisa dos años más tarde puede haber llevado a relaciones e influencias más duraderas. La arquitectura de su reinado ignoró en gran medida el estilo de la isla de Inglaterra bajo Enrique VIII de Inglaterra y adoptó formas que eran claramente europeas. En lugar de copiar servilmente las formas continentales, la mayor parte de la arquitectura escocesa incorporó elementos de estos estilos en los modelos locales tradicionales, adaptándolos a los modismos y materiales escoceses —en particular, la piedra y la cal—. Algunas tallas de madera decorativas han sido realizadas por artesanos franceses que, como Andrew Mansioun, se establecieron en Escocia. Al edificio de Linlithgow le siguió la reconstrucción del palacio de Holyrood, el palacio de Falkland, el castillo de Stirling y el castillo de Edimburgo, que Roger Mason describió como «algunos de los mejores ejemplos de la arquitectura renacentista de Gran Bretaña».

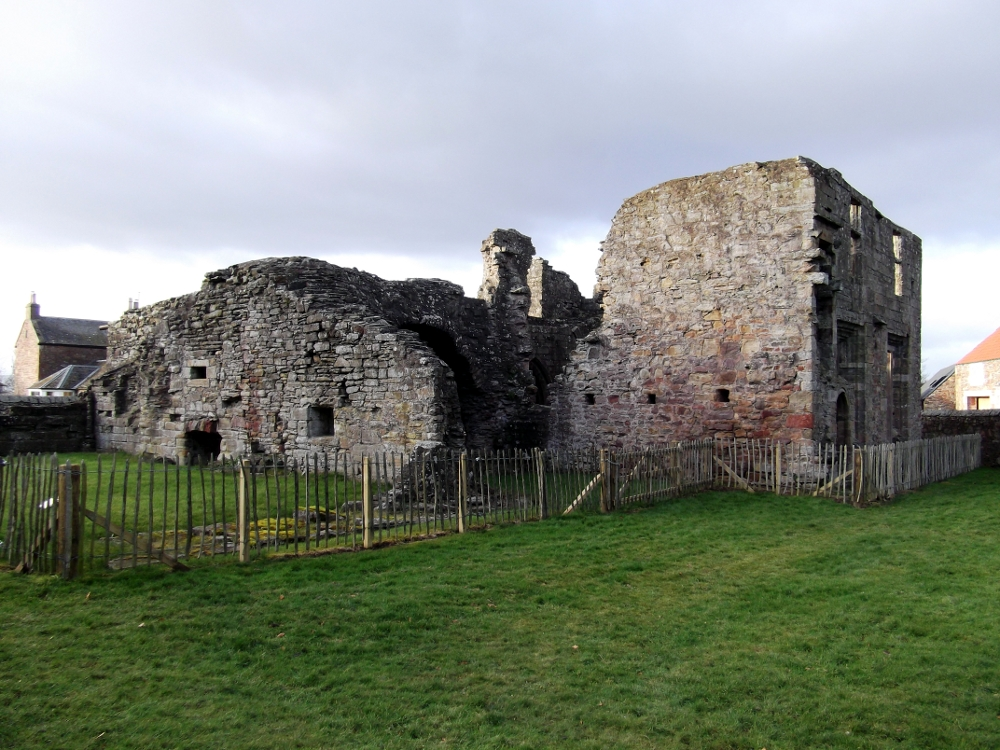
Abadía de Balmerino el 13 de febrero de 2012.

Muchos programas de construcción fueron planificados y financiados por James Hamilton de Finnart, Intendente de la Casa Real y maestro de obras de Jacobo VII, quien también fue responsable de la obra arquitectónica del castillo de Blackness, el castillo de Rothesay, la casa de Crawfordjohn, el priorato de la Catedral de New Inn en St Andrews y el alojamiento para la enferma reina Magdalena de Valois en la abadía de Balmerino. Durante los seis años de su regencia, María de Guisa empleó a un arquitecto militar italiano, Lorenzo Pomarelli. Los trabajos realizados para Jacobo VI demostraron las continuas influencias renacentistas; la Capilla Real de Stirling tiene una entrada clásica construida en 1594 y el ala norte de Linlithgow, construida en 1618, utiliza frontales clásicos. Temas similares pueden verse en las casas privadas de los aristócratas, como en Mar's Wark, Stirling (c. 1570) y el castillo de Crichton, construido para el conde de Bothwell en la década de 1580.

## Reforma escocesa

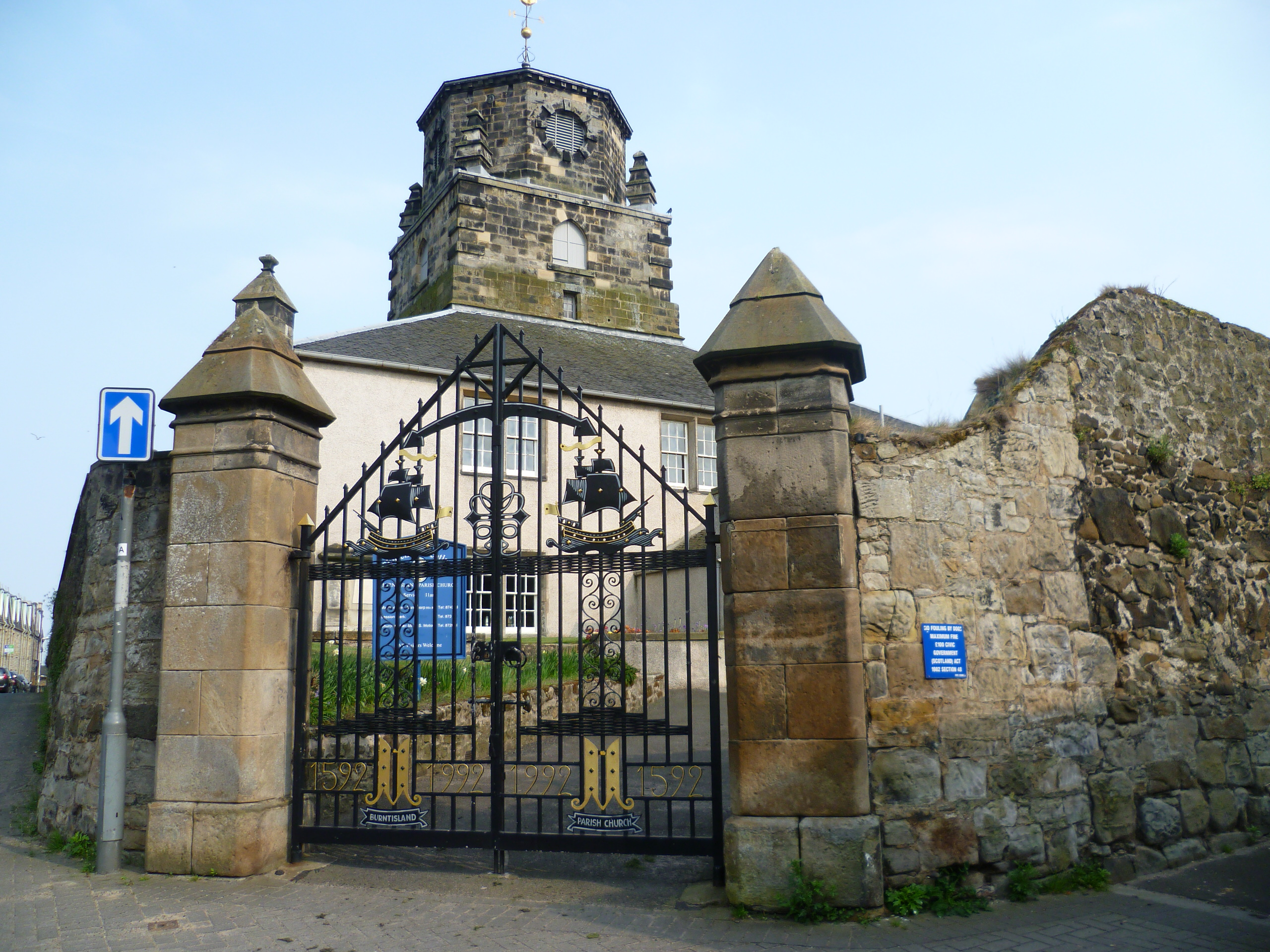
Burntisland iglesia parroquial, su campanario de madera original ha sido reemplazado por uno de piedra.

Desde alrededor de 1560, la Reforma escocesa revolucionó la arquitectura eclesiástica en Escocia. Los calvinistas rechazaron la ornamentación en los lugares de culto, no viendo la necesidad de elaborar edificios divididos con fines rituales. Esto dio lugar a la destrucción generalizada del mobiliario, los 
ornamentos y la decoración de las iglesias medievales. Se construyeron nuevas iglesias y las existentes se adaptaron a los servicios reformados, en particular colocando el púlpito en el centro de la iglesia, ya que la predicación era el centro del culto. Muchos de los primeros edificios eran simples rectángulos a dos aguas, un estilo que continuó en el siglo XVII, como en el castillo de Dunnottar en la década de 1580, Greenock (1591) y Durness (1619). Estas iglesias suelen tener ventanas en el muro sur y ninguna en el norte, lo que se convirtió en una característica de las iglesias parroquiales de la Reforma. Hubo continuidades con materiales de pre-reforma, con algunas iglesias usando escombros para los muros, como en Kemback en Fife (1582). Otras emplearon piedra labrada y algunas añadieron campanarios de madera, como en Burntisland (1592). La iglesia de Greyfriars Kirk, Edimburgo, construida entre 1602 y 1620, usaba una disposición rectangular con una forma principalmente gótica, pero la de Dirleton (1612), tenía un estilo clásico más sofisticado.
Una variación de la iglesia rectangular desarrollada en la Escocia posterior a la Reforma, y utilizada a menudo para adaptar las iglesias existentes, fue el plan en forma de T, que permitía al máximo número de feligreses estar cerca del púlpito. Se pueden ver ejemplos en Kemback y Prestonpans después de 1595. Este plan continuó utilizándose en el siglo XVII como en Weem (1600), Anstruther Easter, Fife (1634-44) y New Cumnock (1657). En el siglo XVII se utilizó un plano de cruz griega para iglesias como Cawdor (1619) y Fenwick (1643). En la mayoría de estos casos un brazo de la cruz se habría cerrado como el pasillo de un laird, lo que significa que eran en efecto iglesias de plan T.

## Baronial escocés

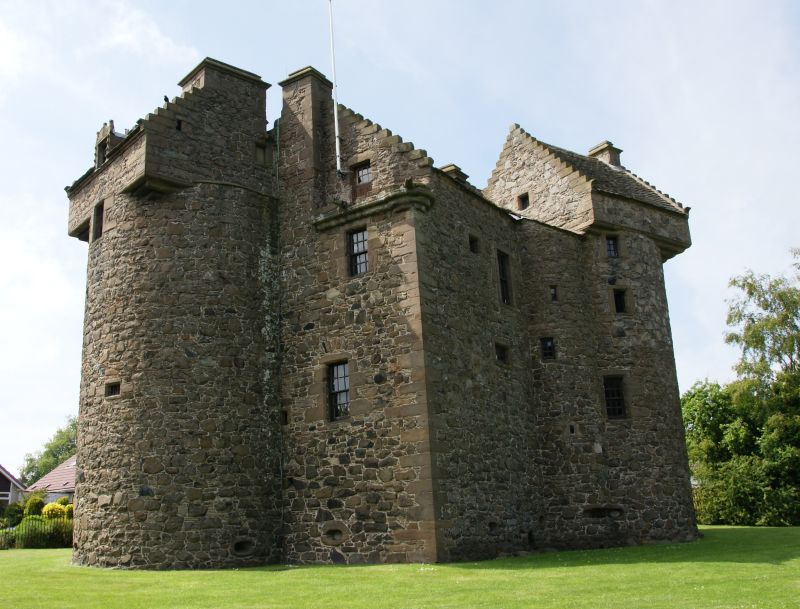
Castillo de Claypotts del, que muestra muchas de las características del estilo baronial.

El estilo único de las grandes casas privadas de Escocia, más tarde conocido como Scots Baronial, se originó en la década de 1560, y puede haber sido influido por los albañiles franceses traídos a Escocia para trabajar en los palacios reales. Conservó muchas de las características de los castillos medievales con altas murallas que habían quedado obsoletas en gran medida por las armas de pólvora, y también se inspiró en las casas-torre y torres Peel, que se habían construido por centenares para los señores locales desde el siglo XIV, en particular en las fronteras. Estas casas abandonaron los muros de cortina defendibles de los castillos, y fueron refugios fortificados diseñados para durar más tiempo que un asedio sostenido. Eran generalmente de tres pisos, coronados generalmente con un pretil, que se proyectaba sobre ménsulas, continuando en garitas circulares en cada esquina. Las nuevas casas construidas a partir de finales del siglo XVI por nobles y laicos fueron diseñadas principalmente para la comodidad, no para la defensa. Conservaban muchos de los rasgos externos que se habían asociado a la nobleza pero con una planta más amplia, clásicamente un «plano en Z» de un bloque rectangular con torres, como en el castillo de Colliston (1583) y el castillo de Claypotts (1569-1588).
William Wallace, el maestro de obras del rey desde 1617 hasta su muerte en 1631, fue particularmente influyente. Trabajó en la reconstrucción de la colapsada North Range de Linlithgow desde 1618, la Casa Winton para George Seton, el 3er Conde de Winton, la Casa Moray para la Condesa del Hogar, y comenzó a trabajar en el Hospital Heriot, en Edimburgo. Adoptó un estilo distintivo que aplicó elementos de la fortificación escocesa e influencias flamencas en un plano renacentista similar al utilizado en el castillo de Ancy-le-Franc. Este estilo se puede ver en las casas de los señores construidas en el castillo Caerlaverlock (1620), Moray House, Edimburgo (1628) y el castillo de Drumlanrig (1675-89), y fue muy influyente hasta que el estilo baronial dio paso a las formas inglesas más grandiosas asociadas con Inigo Jones a finales del siglo XVII.

## Commonwealth y restauración

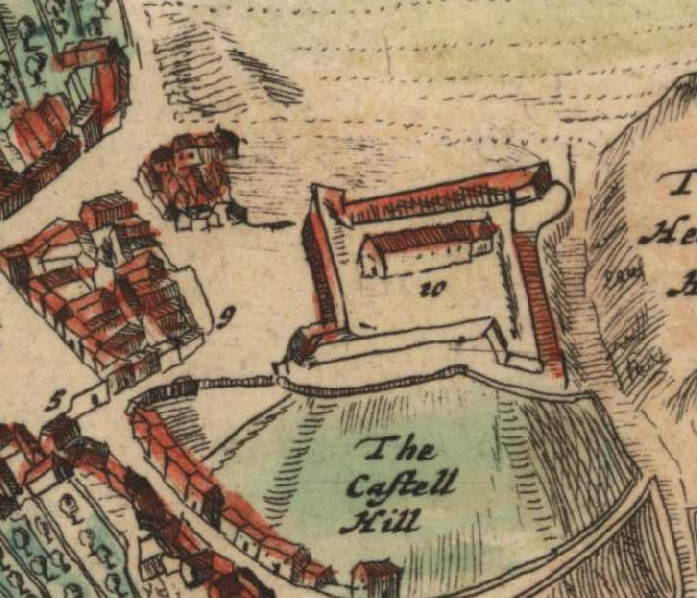
Detalle del mapa de Aberdeen en 1661, que muestra el fuerte erigido durante la Commonwealth.

Durante la turbulenta época de las Guerras Civiles y la incorporación de Escocia a una Mancomunidad de Inglaterra, Escocia e Irlanda, la construcción de edificios importantes en Escocia se limitó en gran medida a la arquitectura militar. Se construyeron fortalezas poligonales con baluartes triangulares al estilo de la traza italiana para alojar a los soldados ingleses en Ayr, Perth y Leith, y se construyeron 20 fuertes más pequeños, tan separados como Orcadas y Stornoway. El control de las Tierras Altas se aseguró con nuevos puntos fuertes en Inverlocky e Inverness. Las universidades vieron una mejora en su financiación, ya que se les dio ingresos de los decanatos, difuntos obispados y el impuesto sobre el consumo, permitiendo la finalización de edificios, incluyendo el colegio en la High Street de Glasgow. Después de la Restauración en 1660, la construcción a gran escala comenzó de nuevo, influenciada por un creciente interés en el clasicismo.

### Palacios y casas de campo

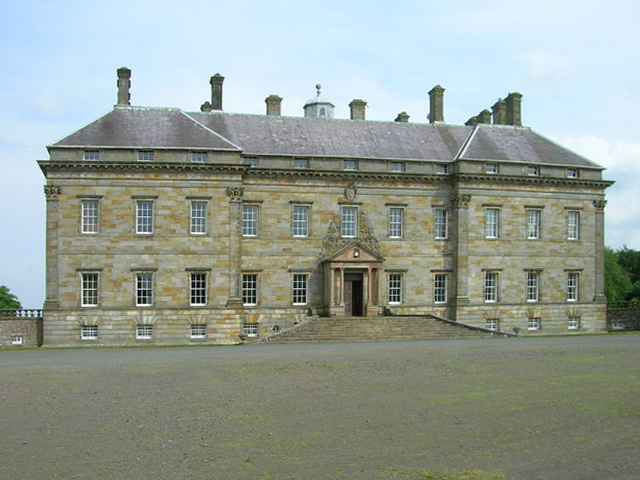
Casa Kinross, una de las primeras casas palladianas en Gran Bretaña.

William Bruce (c. 1630-1710) es considerado «el efectivo fundador de la arquitectura clásica en Escocia» y fue la figura clave en la introducción del estilo palladiano en el país. Andrea Palladio (1508-80) fue un influyente arquitecto que trabajó en la región de Venecia en el siglo XVI y cuyos edificios se caracterizan por la simetría, las finas proporciones y los elementos formales extraídos de la arquitectura clásica antigua. En Inglaterra la introducción del estilo palladiano se asocia con Inigo Jones (1573-1652). El estilo arquitectónico de Bruce incorporaba elementos palladianos y estaba influido por Jones, pero también se inspiraba en el Barroco italiano y estaba más fuertemente influenciado por la interpretación que Christopher Wren (1632-1723) hizo del barroco en Inglaterra. Bruce popularizó un estilo de casa de campo entre la nobleza escocesa que alentó un movimiento hacia una arquitectura más orientada al ocio que ya se había adoptado en la Europa continental. Construyó y remodeló casas de campo, incluyendo el castillo de Thirlestane y la Prestonfield House. Entre sus obras más significativas estaba su propia mansión palladiana en Kinross, construida en la finca de Loch Leven que había comprado en 1675. Las casas de Bruce se construyeron predominantemente con mampostería de sillería bien cortada en las fachadas; la mampostería de escombros se únicamente se utilizó para los muros internos. Como maestro de Obras de la Corona en Escocia, Bruce emprendió la reconstrucción del Palacio Real de Holyroodhouse en la década de 1670, dando al palacio su aspecto actual. Tras la muerte de Carlos II en 1685, Bruce perdió el favor político, y tras la Revolución Gloriosa de 1688 fue encarcelado más de una vez como presunto jacobita.
James Smith (c. 1645-1731) trabajó como albañil en la reconstrucción del palacio de Holyrood por parte de Bruce. En 1683 fue nombrado maestro de Obras de la Corona en Escocia, responsable del mantenimiento del palacio. Con su suegro, el maestro albañil Robert Mylne (1633-1710), Smith trabajó en el Parque de la Carolina en Edimburgo (1685), y en el castillo de Drumlanrig (1680). Las casas de campo de Smith seguían el patrón establecido por William Bruce, con tejados a dos aguas y fachadas con frontones, en un estilo palladiano sencillo pero atractivo. El Palacio Hamilton (1695) tenía un frontal con columnas corintias gigantes y una entrada con frontón, sin embargo, por lo demás estaba bastante restringido. El palacio Dalkeith (1702-1710) fue diseñado según el palacio Het Loo de Guillermo III de Inglaterra, en los Países Bajos.

### Iglesias

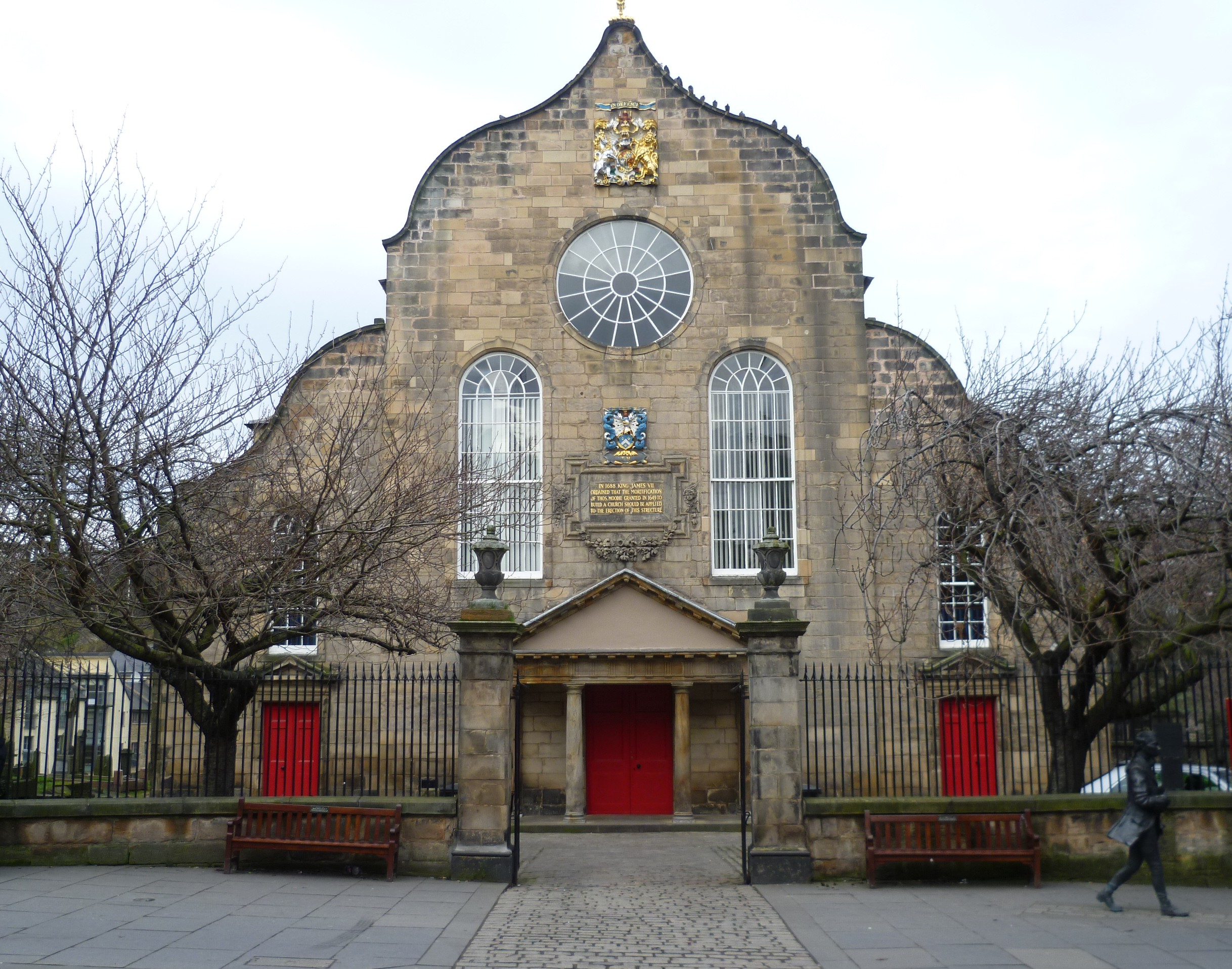
Fachada de Canongate Kirk en el casco antiguo de Edimburgo, diseñado por James Smith

A finales del siglo XVII, tanto el ala presbiteriana como la episcopal de la iglesia habían adoptado la forma modesta y sencilla de las iglesias que habían surgido después de la Reforma. La mayoría tenía un plano centralizado con dos o tres brazos, en una disposición rectangular o en forma de T. Los campanarios continuaron siendo una característica importante, ya sea centralmente en el eje largo, o en un frontón final, como había sido el caso en las iglesias de la pre-reforma. Como resultado, había poca extravagancia barroca en la construcción de iglesias en el continente e Inglaterra. Algunas innovaciones menores pueden indicar un retroceso hacia el episcopado en la era de la Restauración. La iglesia de Lauder fue construida por William Bruce en 1673, para el I duque Lauderlade, quien defendió a los obispos en el reinado de Carlos II de Inglaterra. Las ventanas góticas pueden haber enfatizado la antigüedad, pero su plano básico de la cruz griega se mantuvo dentro del marco común existente de las nuevas iglesias.
Las principales excepciones al plano de la cruz griega común se encuentran en la obra de Smith, que se convirtió en jesuita en su juventud. Estas incluyen la reconstrucción de la abadía de Holyrood, emprendida para Jacobo II de Inglaterra en 1687, que fue equipada en un estilo elaborado. En 1691 Smith diseñó el mausoleo de George Mackenzie, en el George Mackenzie, una estructura circular modelada en el Tempietto di San Pietro, diseñado por Donato d'Angelo Bramante (1444-1514). El impulso hacia las formas de culto episcopales puede haber dado lugar a patrones más lineales, incluyendo planes rectangulares con el púlpito en el extremo opuesto a la entrada. La forma de la cruz latina, cada vez más popular en el catolicismo de la contrarreforma, también se utilizó, como en el Canongate Kirk de Smith (1688-1690), pero la revolución presbiteriana de 1689-1690 ocurrió antes de su finalización y la planta se transformó efectivamente en un plano T.

## Principios delsigloXVIII

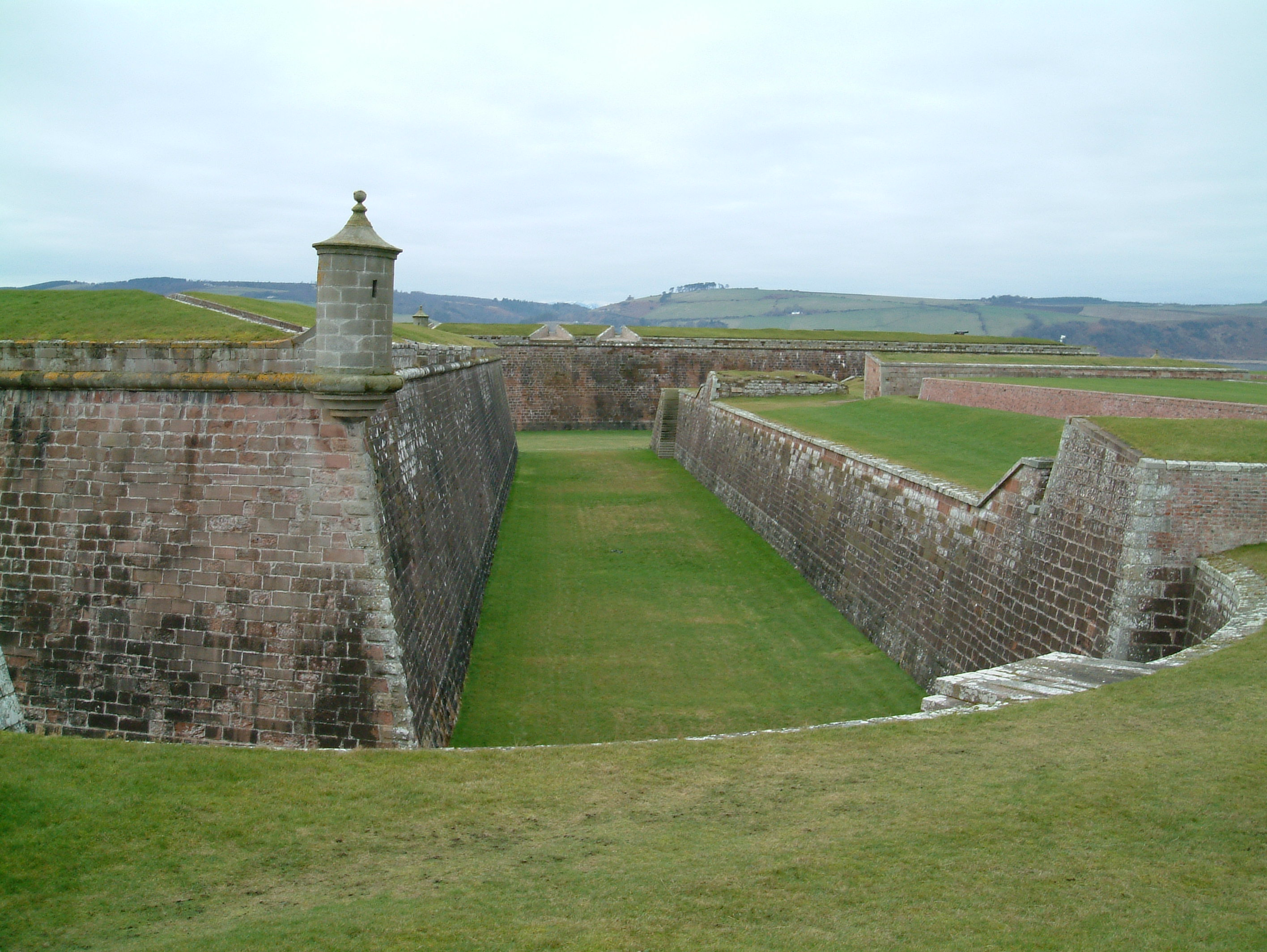
Los trabajos de Fort George, Escocia, construidos en respuesta a la amenaza de los levantamientos jacobitas en el.

Tras el Acta de Unión de 1707, la creciente prosperidad de Escocia dio lugar a una serie de nuevas construcciones, tanto públicas como privadas. La amenaza de la insurrección o invasión jacobita hizo que Escocia viera más edificios militares que Inglaterra en este período. Las estructuras militares se basaban en la fuerza de la mampostería inclinada y en ángulo y en las coberturas de tierra para desviar y absorber el fuego de artillería. Esta oleada de construcciones militares culminó con la construcción del Fuerte George cerca de Inverness (1748-1769), con sus bastiones y reductos en saliente.

## Casas de campo
Escocia tuvo algunos de los arquitectos más importantes de principios del siglo XVIII, como Colen Campbell (1676-1729), James Gibbs (1682-1754) y William Adam (1689-1748), todos ellos influidos por la arquitectura clásica. Campbell fue influenciado por el estilo palladiano y se le atribuye la fundación de la arquitectura georgiana. El historiador de la arquitectura Howard Colvin ha especulado que estuvo asociado con James Smith y puede que incluso fuera su alumno. Pasó la mayor parte de su carrera en Italia e Inglaterra y desarrolló una rivalidad con su colega escocés James Gibbs, que se formó en Roma y también ejerció principalmente en Inglaterra. El estilo arquitectónico de Campbell incorporó elementos paladinos, así como formas del barroco italiano e Inigo Jones, pero fue más fuertemente influenciado por la interpretación del barroco de Christopher Wren,  William Adam, el principal arquitecto escocés de su tiempo, diseñó y construyó numerosas casas de campo y edificios públicos. Entre sus obras más conocidas están la Casa Hopetoun cerca de Edimburgo y la Casa Duff en Banff (Aberdeenshire). Su estilo individual y exuberante se construyó sobre el estilo palladiano, pero con motivos barrocos inspirados en la obra de John Vanbrugh y la arquitectura continental. Después de su muerte, sus hijos Robert y John se hicieron cargo del negocio familiar y se convirtieron en los principales arquitectos británicos de la segunda mitad del siglo.

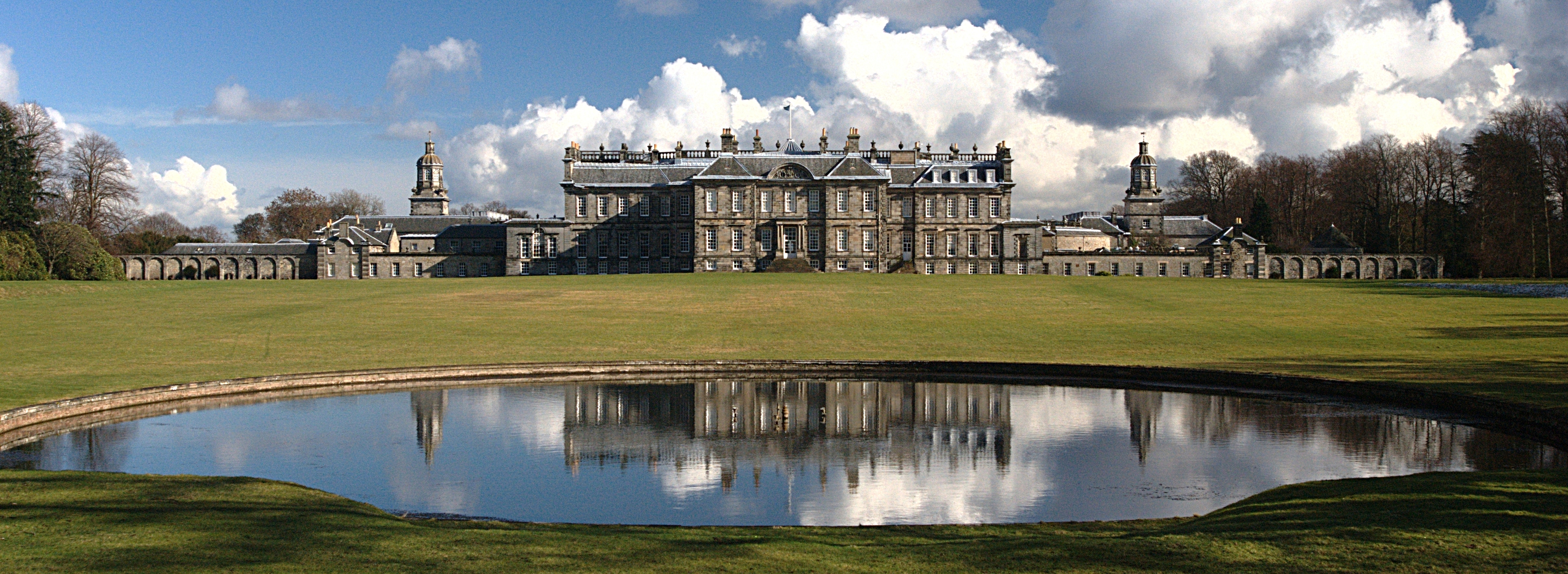
Casa Hopetoun, diseñada po William Adam.

## Iglesias neoclásicas

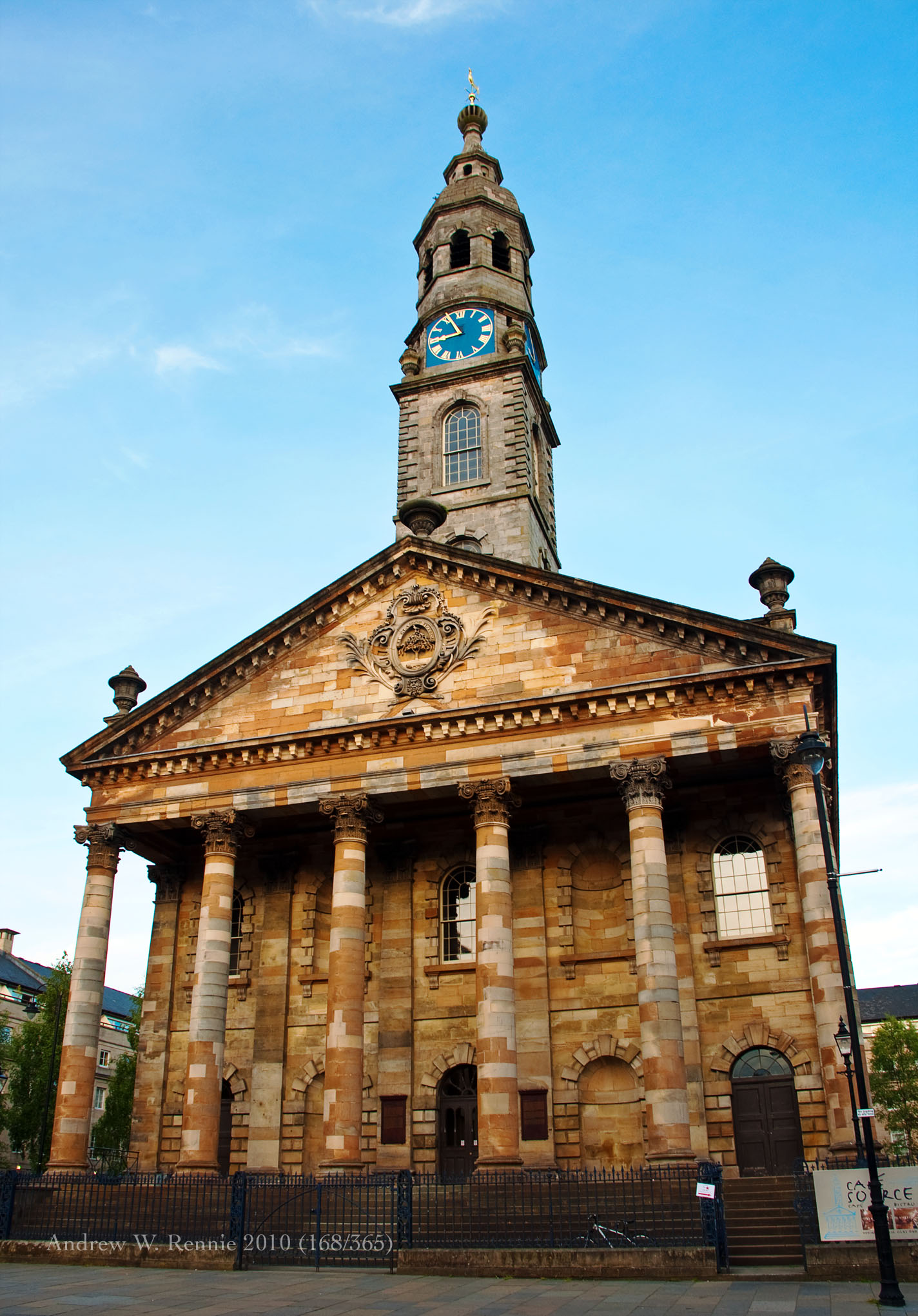
St. Andrew's in the Square, Glasgow muestra la influencia neoclásica

En el siglo XVIII continuaron los patrones establecidos de construcción de iglesias, con planos en forma de T con campanarios en el lado largo, como en la Iglesia Nueva, Dumfries (1724-1727), y la Iglesia Parroquial de Newbattle (1727-1729). La Iglesia Parroquial de Hamilton de William Adam (1729-1732), era de planta de cruz griega inscrita en un círculo, mientras que la Iglesia de Killin de John Douglas (1744) era octogonal. El arquitecto escocés James Gibbs fue muy influyente en la arquitectura eclesiástica británica. Introdujo un estilo conscientemente antiguo en su reconstrucción de St Martin-in-the-Fields, Londres, con un pórtico macizo, con campanario y un plano rectangular con pasillos laterales. Patrones similares en Escocia pueden verse en St Andrew's in the Square (1737-59), diseñada por Allan Dreghorn y construida por el maestro albañil Mungo Nasmyth, y en la más pequeña Capilla Donibristle (completada en 1731), diseñada por Alexander McGill. El propio diseño de Gibbs para San Nicolás West, Aberdeen (1752-55), tenía la misma planta rectangular, con una nave y pasillos, con bóveda de cañón y un frente pedunculado superpuesto. 38] Después del Acta de Tolerancia de 1712, los episcopales comenzaron a construir un número limitado de nuevas capillas, incluyendo la capilla de San Pablo de Alexander Jaffray en Aberdeen (1721), la casa de reuniones diseñada por McGill en Montrose, una capilla de Edimburgo abierta en 1722 y la de San Andrés de Glasgow (1750-1752), que adoptó una versión más simple de la planta rectangular con pedestal de Gibbs.[42]